# بیندو (بازیگر)
بیندو (انگلیسی: Bindu؛ زادهٔ ۱۷ آوریل ۱۹۵۱) هنرپیشه اهل کشور هند است که در دههٔ ۷۰ میلادی محبوبیت فراوانی در کشورش داشت.. وی از سال ۱۹۶۹ میلادی تاکنون مشغول فعالیت بوده‌است. از فیلم‌هایی که وی در آن نقش داشته‌است می‌توان به ام شنتی ام اشاره کرد.

## فیلم‌شناسی
فهرست برخی از فیلم‌هایی که بیندو در آن‌ها به ایفای نقش پرداخته‌است:
- ام شنتی ام
- دوقلوها
- یک همسر باید مثل این باشد
- خانم خوشگله قبول میکنه
- یتیم یا حرامزاده
- من اکنون اینجایم
- عظمت
- غرور
- تله عمیق
- حق من
- اشک‌ها تبدیل شده‌اند به شعله
- کیشن و کانیا
- الله رکا
- جان من قبول کن
- بادبادک
- بیمار عشق
- اگر چنین است
- ملکه زیبایی و شاه دزد
- قربانی
- غیرت
- آتش و شعله
- شعله و شبنم
- چشم‌ها
- داستان
- آقای بنارسی
- بی‌سواد
- عروسی دوستم است
- مدال طلا
- رقص در موسم باران
- دام
- ده عدد
- شهر عشق
- نجیب
- اسب سیاه
- اشک و لبخند
- چه کسی عدالت را اجرا خواهد کرد؟
- عزت خانه
- آقای عاشق
- ادویه تند
- قضاوت مقدر
- عشق بازی نیست
- یک گل، چهار خار
- قطار صبح
- شریک زندگی من
- عشق هرگز شکست نمی‌خورد
- رنگ
- شک
- تریشنا
- خط آتش
- احساس
- عشق اینجوری کجاست
- متفاوت
- نور جاویدان
- شعله‌های آتش
- نامناسب
- هزار رنگ ما
- آرجون پاندیت
- آن که رشد می‌کند ریش است
- نخ‌های باریک
- دور به دور
- اگر دزد هستی...
- راهزن و جوان
- بخش ۳۰۲
- دشمنان ثروت